# Carlo Biagi
Pour les articles homonymes, voir Biagi.
Carlo Biagi (né le 20 avril 1914 à Viareggio, en Toscane et mort le 16 avril 1986) était un footballeur italien de l'entre-deux-guerres, qui fut champion olympique avec l'équipe d'Italie en 1936.

## Biographie
En tant que milieu de terrain, Carlo Biagi fut international italien à 4 reprises (1936) pour 4 buts.
Il participa aux Jeux olympiques 1936. Il fut titulaire dans tous les matchs (États-Unis, Japon, Norvège et Autriche) et inscrit quatre buts contre le Japon (32e, 57e, 81e et 82e). Il remporta la médaille d'or.
Il joua tout d'abord dans le club local, le Football Club Esperia Viareggio, remportant une Serie C en 1933. Puis il fit une saison à Prato AC 1908, en division régionale, puis revient à Viareggio pendant une saison.
Il joua ensuite à Pise Calcio une saison et finit sa carrière pendant quatre années à Naples en Serie A.

## Clubs
- 1930-1933 :  Football Club Esperia Viareggio
- 1933-1934 :  Prato AC 1908
- 1934-1935 :  Football Club Esperia Viareggio
- 1935-1936 :  Pise Calcio
- 1936-1940 :  SSC Naples

## Palmarès
- Jeux olympiques
  - Médaille d'or en 1936
- Serie C
  - Champion en 1933